# Siambul
Siambul is een bestuurslaag in het regentschap Indragiri Hulu van de provincie Riau, Indonesië. Siambul telt 1984 inwoners (volkstelling 2010).